# Теорія цінності руїн

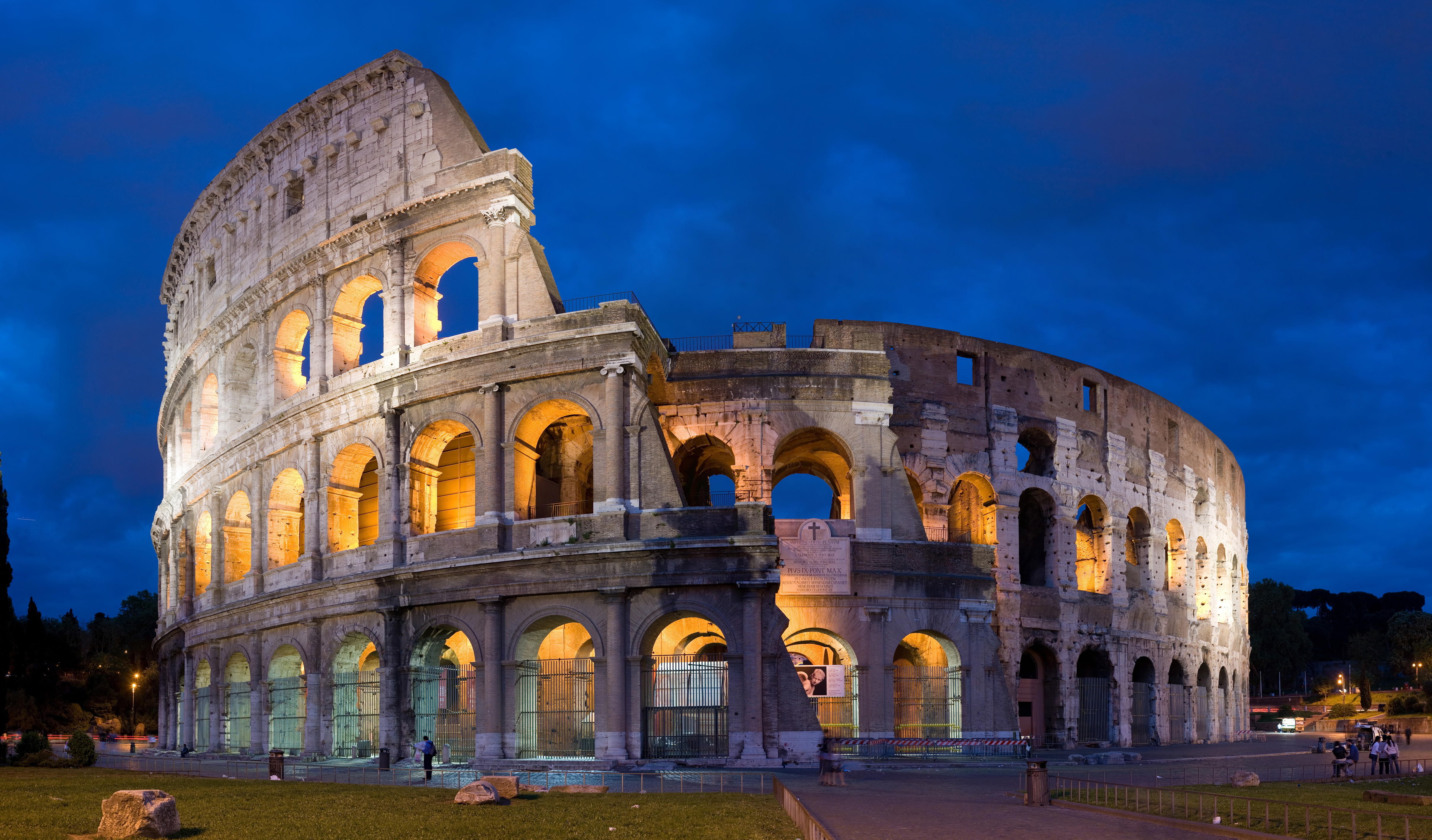
Руїни Колізею

Теорія цінності руїн - теорія, розроблена Альбертом Шпеєром; згідно з нею руїни будівель мають свідчити про велич їх будівників і власників 
. Згідно з цією теорією будівлі після руйнування повинні не поступатися величчю розвалинам давнього Риму. Руїни повинні надихати нові покоління на величні справи. Теорія отримала визнання в Німеччині часів Третього Рейху. Незважаючи на те, що ця теорія не є загальновизнаною в архітектурі, на практиці важливим елементом архітектури багатьох міст Європи є руїни, наприклад, руїни Колізею в Римі або руїни одного з кварталів міста Вуковар, постраждалого у війні за незалежність Хорватії.